# Srđan Aleksić
Srđan Aleksić (1966 - 27. januar 1993) je bil amaterski igralec, športni plavalec in vojak v vojski Republike Srbske (VRS) med vojno v BiH. Umrl je, ko je svojega prijatelja Alena Glavovića, Bošnjaka po narodnosti, poskusil zaščititi pred napadom skupine vojakov Vojske Republike Srbske. Aleksić je posthumno prejel več nagrad. RTS je leta 2007 posnela dokumentarec Srđo o njegovem življenju.